# Dazhushan Dao
Dazhushan Dao är en ö i Kina. Den ligger i provinsen Shandong, i den östra delen av landet, omkring 380 kilometer nordost om provinshuvudstaden Jinan. Arean är 1,8 kvadratkilometer. Den sträcker sig 1,9 kilometer i nord-sydlig riktning, och 1,6 kilometer i öst-västlig riktning.
Genomsnittlig årsnederbörd är 750 millimeter. Den regnigaste månaden är juli, med i genomsnitt 295 mm nederbörd, och den torraste är januari, med 11 mm nederbörd.